# جوليان ألتوبيلي
جوليان أنتوني ألتوبيلي (من مواليد 4 نوفمبر 2002) يمدينة تورونتو يكندا وهو من أصل إيطالي حيث ولد أجداده. هو لاعب كرة قدم كندي محترف يلعب كلاعب خط وسط لفريق تورونتو إف سي II .